# タエル・バワブ
タエル・バワブ（1985年3月1日 - ）は、ヨルダン・アンマン出身の元サッカー選手。

## 来歴
タエル・バワブはパレスチナ=レバノン系の両親と共に7歳の時にカタルーニャ州に移住した。UEコルネーリャでサッカーを始め、17歳の時にレアル・マドリードと契約した。2005年1月28日、ヨルダン代表としてノルウェーとの親善試合でデビューを飾った。2007年1月にバルセロナに移籍した。 アルバロ・ネグレド、ボルハ・バレロ、エステバン・グラネロ・モリナ、フアン・マタなどと過ごしたレアル・マドリード時代を「人生で最高の4年間だった」と回想した。
2011年、UEFAヨーロッパリーグ 2011-12予選3回戦の1.FSVマインツ05戦でチーム全得点となる2ゴールを決めると、PK戦でも5番手で成功し、ガズ・メタン・メディアシュのプレーオフ進出に貢献した。
2016年1月、CSUクラヨーヴァからステアウア・ブカレストに1年半の契約で移籍した。CSUクラヨーヴァでは2014-15シーズンに9得点5アシスト、2015-16シーズンは3得点を記録していた。